# Vosso
Vosso eller Bolstadelven er en elv i Voss kommune i Vestland fylke i Norge. Elven løber gennem Vangsvatnet og Evangervatnet før den munder ud i Bolstadfjorden ved Bolstadøyri. Elven har et afvandingsområde på 1.497 km².
Den har navnet Vosso fra sammenløbet af Raundalselven og Strandaelven i Vossevangen.